# فنتی بیوتی
فنتی بیوتی (به سبک FEИTY BEAUTY) نام تجاری یک لوازم آرایشی است که در ۸ سپتامبر ۲۰۱۷ توسط ریانا راه اندازی شد. این مارک به دلیل گستردگی در رنگ پوست و جنسیت، به ویژه کرم پایه Pro Filt'R محبوبیت دارد. راه اندازی اصلی شامل ۴۰ سایه بود، از آنجا که به ۵۰ افزایش یافت. شامل کانسیلر فنتی بیوتی شامل ۵۰ سایه است که طیف گسترده‌ای را برای انواع پوست ارائه می‌دهد. هدف از ارائه سایه‌های زیاد برای تمایز از سایر شرکت‌های آرایشی است که به بازار گسترده‌ای دسترسی ندارند. فنتی بیوتی به عنوان یکی از بهترین اختراعات مجله تایم در سال ۲۰۱۷ انتخاب شد.

## زمینه
در ژوئن ۲۰۱۴، رینا نام خانوادگی خود را با نام تجاری فنتی برای استفاده در مجموعه ای از محصولات تجاری ثبت کرد و منجر به گمانه زنی در مورد شروع کار او به غیر از موسیقی خود شد. فنتی بیوتی از جمله این علائم تجاری جدید بود.
ریانا، که از باربادوس است، فنتی بیوتی را ایجاد کرد تا شامل همه رنگ پوست در محصولات آرایشی، از جمله پیشنهادهای سایه گسترده برای افراد با رنگ پوست عمیق‌تر شود.

## قیمت گذاری
محصولات اولیه منتشر شده توسط فنتی بیوتی به‌طور گسترده‌ای با قیمت مناسب (به ویژه در مقایسه با سایر مارک‌های معتبر) و به دنبال رویکرد ریانا در انتشار عطرهای خود، در دسترس طیف گسترده‌ای از مصرف‌کنندگان مشاهده شد.

## در رسانه‌های عامه
به Fenty Beauty در ترانه‌های متعددی از جمله «طعم» توسط تایگا، «میک‌آپ» توسط آریانا گراند از آلبوم استودیویی خود در سال ۲۰۱۹، تایگا و در ترانه ۲۰۱۸ "Correria (Remix)" از خواننده رپ برزیلی بی‌کی اشاره شده‌است.

## جوایز
فنتی بیوتی در مجله تایم در فهرست ۲۵ بهترین اختراعات سال ۲۰۱۷، در کنار فضاپیمای این‌سایت مریخ از ناسا، و آیفون ایکس از اپل، نایک، و تسلا مدل ۳ است. تایم به مجموعه ۴۰ سایه بنیاد فنتی بیوتی اشاره کرد که به سرعت تمام شد.
فنتی بیوتی همچنین در سال ۲۰۱۷ برای راه اندازی سال در بخش پرستیژ جایزه WWD Beauty Inc را از آن خود کرد.